# Barbara Simons
Barbara Bluestein Simons (nacida 26 de enero de 1941) es una ingeniera informática y la penúltima presidente de la Association for Computing Machinery (ACM). Es un Ph.D. Licenciada en la Universidad de California, Berkeley y pasó sus primeros años de carrera trabajando como investigadora en IBM. Es fundadora y anterior codirectora de las USACM, la ACM EE.UU. Public Policy Council. Sus áreas principales de búsqueda son optimizaciones de compilador, teoría de planificado de tareas y análisis de algoritmos y diseño.
Simons ha trabajado para el control de la tecnología desde el 2002, donde sigue defendiendo para el fin del voto electrónico. Posteriormente se convirtió en presidenta del Fundación de Voto Verificado y coautora de un libro que trata los defectos del voto electrónico titulado Papeletas Rotas (Broken Ballots), con Douglas W. Jones.

## Primeros años
Simons nació en Boston, Massachusetts y creció en Cincinnati, Ohio. En el instituto, desarrolló interés por las matemáticas y la ciencia mientras asistía a clases de matemáticas avanzadas. Estudió en la Universidad de Wellesley durante un año, antes de mudarse a Berkeley, California en 1959. Allí, se casó con James Harris Simons. A principios de su tercer año en la universidad dio a luz a una hija, Liz, y dejó Berkeley poco después para ser madre y ama de casa. En este tiempo decida su tiempo a perseguir la profesión en Programadora, y empezó a recibir clases de la informática a tiempo parcial, antes de matricularse en la Universidad de Stony Brook. Tras de un año de haberse graduarse allí, se divorcia de James Harris Simons en 1974. Vuelve a Universidad de California, Berkeley para terminar sus estudios, donde se centró en planificacadores de tareas y ayudó a cofundar el Club de Ingeniería de Mujeres en Informática (WiCSE). En 1981,  recibe su en Informática. Recibe un premio de distinción Alumni en Ingeniería en la Universidad de Berkeley de Ingeniería.

## Carrera profesional
1981-1998: IBM
Después de dejar la Universidad de California, Berkeley en 1981, Simons empezó su carrera en División de Investigación de IBM en San Jose. Allí, trabaja sobre optimizaciones de compilador, análisis de algoritmos, y sincronización de reloj, los cuales le hicieron ganar un premio en la compañía. En 1992,  empieza a trabajar como programadora senior en el instituto de Tecnología de Desarrollo de Aplicaciones de IBM y posteriormente como asesora de tecnología senior para los Servicios Globales de IBM.
Durante el transcurso de su carrera en IBM, sus intereses cambiaron a la política y control de tecnología. Se retiró tempranamente de la empresa en 1998.
1993-2002: ACM
Después de dejar IBM en 1998, Simons fue presidente de la Association for Computing Machinery (ACM), la sociedad de informática más grande en el mundo, hasta el año 2000. Se unió a la ACM cuando su intereses cambiaron a la política y legislación de tecnología. Antes de convertirse en la presidenta de la ACM, Simons fundó el Comité de Política Pública de la ACM en EE. UU. (USACM) en 1993. Co-presidió este comité junto con el Comité de Derechos humanos y Libertad Científicos de la misma asociación durante 9 años. Como presidenta, co-presidió también el estudio de la ACM  a nivel estatal de las bases de datos de los votantes en 1999 bajo el mandato del presidente del país Bill Clinton.  En 1999  es elegida Secretaria del Consejo de Presidentes de la Sociedad Científica (CSSP). En 2001 después de su época como presidenta,  reciba de la ACM  el Premio de Contribución Excepcional. Es todavía una Socia de empresa y la Asociación americana para el Desarrollo de la Ciencia.
2008-Presente: La Fundación de Voto Verificado
Desde 2008, Simons ha trabado en el Consejo de administración de la Fundación del Voto Verificado, una organización sin ánimo de lucro que defiende la legislación para promover el más seguro transparente voto. Apunta así a  la verificación de los resultados de elecciones futuras.

## Trabajo sobre política de voto tecnológico
Tras dejar IBM y servir como presidenta de la ACM, Simons empezó a trabajar para revertir los peligros de utilizar tecnología no verificada en las votaciones. En 2001  participa en el Taller Nacional del voto electrónico bajo el mandato del, en aquel momento, presidente Bill Clinton, donde ayuda a producir un informe sobre el voto online. posteriormente trabajó en el de subcomité presidencial de Encriptación, así como en el sector de Tecnología Informática del consejo presidencial en el año 2000. Barbara aguantó una de sus primeras protestas públicas de  voto tecnológico no verificado en 2003 porque los oficiales de elección en Sillicon Valley quisieron pasar al uso de máquinas. Ahora, Barbara sirve como presidente de la asociación de Voto Verificado. Participó también proyecto de voto electrónico del Departamento de Defensa de los EE. UU. en el grupo de Revisión de Seguridad (SERVE) y fue coautora del informe que propició la anulación de SERVE debido a problemas de seguridad en 2004.
Además de ayudar en el Consejo de administración de la Fundación de Voto Verificado, Simons ha trabajado para la legislación las máquinas de publicando varios trabajo sobre la misma. Jugó un papel fundamental en cambiar la Liga de Votantes Mujeres y uso de voto sin papel.  Inicialmente la Liga entendía el voto electrónico solo para personas discapacitadas, entonces aprobó máquinas de recuento después de la llegada de Simons. En 2008  fue nombrada por el senador Harry Reid consejera de la Comisión de Asistencia de Elecciones de EE. UU., donde contribuyó para el programa "Help America Vote Act" (HAVA). Con el ingeniero y amigo suyo Douglas Jones, fue coautora de un libro sobre máquinas de voto electrónico en 2012, titulado Papeletas Rotas: ¿Contará vuestro voto?. Tras esto, en julio de 2015 publicó otro informe sobre voto electrónico para la Fundación de Voto de los EE. UU. titulado El futuro de las Votaciones: Voto por Internet Verificado de extremo a extremo.

## Implicación subsiguiente
Simons ayudó en la fundación del Programa de Reingreso para Mujeres y Minorías en U.C. Berkeley en el Departamento de Informática. También participó en la Coalición para la Diversificación Informática (CDC) y la Fundación de Berkeley para Oportunidades en Tecnologías de la Información (BFOIT), ambas promovedoras de minorías para el desarrollo del aprendizaje y el trabajo usando ordenadores.
En 2005 Simons se convierte en la primera mujer nunca para recibir el Premio de distinción Alumni en Ingeniería de la Universidad de Berkeley.
Es una miembro  del Consejo de administración en e Fondo de Ingeniería de la Berkeley, el Centro de Información de Privacidad Electrónica, y se encuentra también en los Consejos consultivos del Oxford Internet Institute.
También fue profesora en Universidad de Stanford.

## Premios y honores
- CPSR Norbert Wiener Award for Professional and Social Responsibility in Computing (1992)
- Featured by Science in a special edition on women in science (1992)
- ACM Fellow (1993)
- American Association for the Advancement of Science Fellow (1993)
- Named by Open Computing as one of the top 100 women in computing
- Selected by CNET as one of 26 Internet "Visionaries" (1995)
- Electronic Frontier Foundation Pioneer Award (1998)
- U.C. Berkeley Computer Science Department Distinguished Alumnus Award in Computer Science and Engineering (2000)
- ACM Outstanding Contribution Award (2002)
- Computing Research Association Distinguished Service Award (2004)
- University of California, Berkeley College of Engineering Distinguished Engineering Alumni Award (2005)
- U.C. Berkeley Lifetime Achievement Award (2005)
- U.S. Election Assistance Commission Board of Advisors (2008)